# Rils Nunatak
Rils Nunatak är en nunatak i Antarktis. Den ligger i Västantarktis. Chile och Storbritannien gör anspråk på området. Toppen på Rils Nunatak är 554 meter över havet, eller 57 meter över den omgivande terrängen. Bredden vid basen är 1,4 km.
Terrängen runt Rils Nunatak är kuperad åt sydost, men åt nordväst är den platt. Havet är nära Rils Nunatak norrut. Trakten är obefolkad. Det finns inga samhällen i närheten.